# Dernier Voyage en Malaisie
Pour plus de détails, voir Fiche technique et Distribution.
Dernier Voyage en Malaisie (Dadah Is Death) est un téléfilm dramatique australien réalisé par Jerry London et diffusé en 1988.
Il a été présenté à la télévision en deux parties de deux heures chacune.

## Synopsis
Le film s'inspire de l'exécution de Barlow et Chambers (en), deux voyageurs austro-britanniques pendus à la prison Pudu de Kuala Lumpur en Malaisie le 7 juillet 1986 pour la contrebande de 141,9 g. d'héroïne.

## Fiche technique
- Titre français : Dernier Voyage en Malaisie (titre vidéo)
- Titre original italien : Dadah Is Death ou A Long Way from Home[2]
- Réalisateur : Jerry London
- Scénario : Bill Kerby (en)
- Photographie : Julian Penney
- Montage : Michael Brown
- Décors : Brian Thomson
- Production : Michael Brown, Matt Carroll, Moya Iceton, Steve Krantz, Jerry London, Charles Wang
- Société de production : Home Productions, Roadshow Coote & Carroll, Samuel Goldwyn Television, Steve Krantz Productions
- Pays de production :  Australie
- Langue originale : anglais
- Format : Couleur - 1,33:1 - Son mono - 35 mm
- Durée : 180 minutes
- Genre : téléfilm dramatique
- Date de sortie :
  - Australie : 23 octobre 1988

## Distribution
- Julie Christie : Barbara Barlow
- Hugo Weaving : Geoffrey Chambers
- John Polson : Kevin Barlow
- Mouche Phillips : Michelle Barlow
- Sarah Jessica Parker : Rachel Goldman
- Kerry Armstrong : Shawn Burton
- Robin Ramsay (en) : Wilf Barlow
- Victor Banerjee : Kirpal Singh
- Shapoor Batliwalla : Nagendran
- Guy Stone : John
- David Bookalil
- David Bracks
- Clive Carlin
- Liddy Clark as Gilda Rickman
- Robert Davis as David West
- Neela Dey
- David Field (en)
- Narian Singh : Directeur de prison
- Georgie Parker : Corine Johnstone